# Ауэр, Джон Х.
Джон Х. Ауэр (англ. John H. Auer; 3 августа 1906 — 15 марта 1975) — американский кинематографист венгерского происхождения, который продюсировал и ставил фильмы в США и Мексике в период 1930—1950-х годов.
К числу наиболее успешных фильмов Ауэра относятся «Преступление доктора Креспи» (1935), «Ритм облаков» (1937), «Человек, которого предали» (1941), «Трап на завтра» (1943), «Пламя» (1947), «Я, Джейн Доу» (1948), «Город, который никогда не спит» (1953), «Пола-акра ада» (1954), «Вечное море» (1955) и «Джонни Трабл» (1957).

## Ранние годы жизни и начало карьеры
Джон Х. Ауэр родился 3 августа 1906 года в Будапеште, Австро-Венгрия (ныне Венгрия). С 12 лет Ауэр начал сниматься в кино как актёр-ребёнок. Получив образование в Вене, Ауэр первоначально решил заняться бизнесом в Европе, однако вскоре вернулся в киноиндустрию.

## Голливудская карьера
В 1928 году Ауэр приехал в Голливуд в надежде получить работу в кино. В США он работу найти не смог, однако свободное владение несколькими языками позволило Ауэру получить работу режиссёра в Мексике. Несколько его фильмов, сделанных в Мексике, получили хорошие отзывы и принесли Ауэру деньги, а также награды от мексиканского правительства.
В начале 1930-х годов Ауэра пригласили в США, где в 1935 году он спродюсировал и поставил на студии Liberty Pictures (дистрибуцией занималась студия Republic) криминальный хоррор «Преступление доктора Креспи» (1935) с Эрихом фон Штрогеймом в заглавной роли. Сценарий, одним из соавторов которого также был Ауэр, был написал по мотивам рассказа Эдгара Алана По. В картине речь шла о безумно ревнивом враче докторе Креспи, который в качестве мести за то, что его возлюбленная предпочла его коллегу доктора Росса, во время операции дал Россу вещество, в результате чего тот впал в состояние, внешне выглядящее как смерть, однако реально он был жив и всё чувствовал. Вскоре после похорон заподозрившие что-то коллеги доктора Росса эксгумировали его тело, и извлекли из гроба едва живого человека в состоянии глубокого стресса. После выхода картины обозреватель «Нью-Йорк таймс» назвал его «доходящей до смешного попыткой добиться мрачности». Год спустя уже на Republic Ауэр (совместно с Честером Эрскином) поставил музыкальную мелодраму «Фрэнки и Джонни» (1936) с Хелен Морган и Честером Моррисом в главных ролях.
Ауэр проработает на студии Republic как продюсер, режиссёр и сценарист вплоть до завершения своей карьеры в 1950-е годы, лишь изредка принимая работу на других студиях, в частности, на RKO Pictures. Работая, как правило, на скромном бюджете, Ауэр снял немало приличных, тщательно проработанных фильмов. На протяжении своей карьеры на студии Republic Ауэр снимал главным образом мюзиклы и криминальные драмы. Хотя буквально все контрактные режиссёры Republic сделали по крайней мере по нескольку вестернов — так как именно этот жанр позволял студии держаться на плаву — Ауэр не сделал ни одного. Кроме того, в отличие от большинства режиссёров Republic, Ауэр был продюсером большинства своих фильмов.
В 1936—1937 годах Ауэр поставил криминальную комедию «Человек, которого предали» (1936), две музыкальные комедии — «Ритм облаков» (1937) и «Манхэттенская карусель» (1937), а также криминальный экшн «Девушка из цирка» (1937), которые остались практически незамеченными.
В 1938 году Ауэр поставил пять малозаметных картин, в том числе приключенческую комедию «Отчаянное приключение» (1938) с Рамоном Наварро и криминальные мелодрамы «Невидимый враг» (1938) с Аланом Маршаллом и «Я обвиняемый» (1938) с Робертом Каммингсом. В следующем году у Ауэра вновь вышло пять картин категории В, наиболее заметными среди которых стали политическая криминальная мелодрама «S.O.S. бурный прилив» (1939), драма о незаконных мигрантах «Контрабандный груз» (1939) и криминальная комедия с Полом Келли «Поддельный паспорт» (1939) .
После военной мелодрамы «Женщины на войне» (1940) и музыкальной комедии «Хит-парад 1941 года» (1940)  Ауэр поставил в 1941 году криминальную комедию «Человек, которого предали» (1941). В этой картине Джон Уэйн играет роль адвоката, который берётся доказать связь крупного политика с коррупцией, несмотря на то, что собирается жениться на его дочери (Фрэнсис Ди). Как написал о фильме Томас Прайор в «Нью-Йорк таймс», «если было бы поменьше разговоров и побольше действия, из фильма получилось бы нечто большее, чем просто вялое разоблачение коррумпированного политического босса».
После приключенческой комедии «Джонни-пехотинец» (1943) Ауэр поставил несколько проходных картин, а год спустя на студии RKO Pictures он поставил пропагандистскую мелодраму «Мостик в завтрашний день» (1943), рассказывающую о судьбах пятерых человек, каждый из которых по-своему переживает военное время. В фильме сыграли такие известные артисты, как Марго, Джон Каррадайн и Роберт Райан. В 1944—1945 годах Ауэр работал в основном в жанре музыкальной комедии, поставив фильмы «Семь дней на берегу» (1944), «Музыка на Манхэттене» (1944) и «Пан-Американа» (1945).
После ещё одного мюзикла» «Очень круто» (1947) Ауэр поставил свой первый фильм нуар «Пламя» (1947). Фильм рассказывает о Джордже Макаллистере (Джон Кэрролл), который подговаривает свою девушку, медсестру Карлотту Дюваль (Вера Ралстон) женить на себе своего богатого смертельно больного брата Барри (Роберт Пейдж), рассчитывая таким образом унаследовать его состояние. Однако Карлотта влюбляется в Барри по-настоящему, прилагая все силы для его выздоровления. Тем временем на пути их счастья возникает шантажист (Бродерик Кроуфорд), вымогающий деньги из Джорджа, угрожая в противном случае придать гласности его отношения с Карлоттой. После выхода фильма на экраны кинообозреватель «Нью-Йорк Таймс» Говард Томпсон дал ему невысокую оценку, написав, что «единственной отличительной чертой этой бессвязной, неумелой чепухи, является тот грустно забавный факт, что большинство актёров, похоже, либо скучают, либо забавляются всем этим. И это не удивительно, ведь у фильма мрачный, незамысловатый сюжет на тему „какого брата я люблю“, который построен вокруг Веры Ралстон». С другой стороны, современный киновед Хэл Эриксон отметил, что «как в бюджетном плане, так и на драматическом уровне это один из самых богатых фильмов студии Republic Pictures конца 1940-х годов», а, по мнению Майкла Кини, это «неплохая драма, в которой много атмосферы, включая органную музыку и океанские волны, разбивающиеся о скалы, а также парочка убийств».
В 1948 году у Ауэйра вышли военная мелодрама с Рут Хасси «Я, Джейн Доу» (1948) и приключенческая мелодрама с Джорджем Брентом и Верой Ролстон «Ангел Амазонки» (1948) . После приключенческой мелодрамы «Мстители» (1949) с Джоном Кэрроллом и Адель Марой и военной мелодрамы «Далёкая синяя высь» (1951) с участием Уэнделла Кори, Веры Ралстон и Форреста Такера режиссёр поставил военную экшн-драму об американских лётчиках на итальянском фронте во время Второй мировой войны «Буревестники» (1952). В фильме сыграли такие актёры, как Джон Дерек, Джон Дрю Бэрримор и Мона Фриман.
К числу лучших фильмов Ауэра многие историки кино относят фильмы нуар «Город, который никогда не спит» (1953) и «Пол-акра ада» (1954). «Город, который никогда не спит» (1953) рассказывает о событиях одной ночной смены чикагского патрульного полицейского Джонни Келли (Гиг Янг), который решил оставить свою любящую жену и работу ради того, чтобы начать новую жизнь в Калифорнии вместе с танцовщицей ночного клуба Сэлли Коннорс (Мала Пауэрс). Чтобы заработать деньги на будущую жизнь, Джонни принимает заказ от криминального адвоката Пенрода Биддела (Эдвард Арнольд) доставить некого Хейса Стюарта (Уильям Тэлман) до границы штата. Когда Хейс убивает его отца, детектива с 27-летним стажем, Джонни преследует и настигает преступника в отчаянной погоне, после чего пересматривает своё отношение к семье и работе. После выхода фильма на экраны обозреватель газета «Нью-Йорк таймс» Говард Томпсон назвал его «рутинной криминальной мелодрамой» с «вялыми попытками документально представить ночной Чикаго как „город, который некогда не спит“». По словам Томпсона, «этот фильм можно рассматривать как беспорядочное исследование облика Чикаго, сделанное, очевидно, под влиянием того, что „Обнажённый город“ сделал в отношении Нью-Йорка». К сильным сторонам картины Томпсон отнёс «хороший финал с погоней, погружённый во тьму и туман, а также исполнительный и достаточно умелый актёрский состав». Но, резюмирует газета, «всё это, к сожалению, напрасно… Во всём прочем город Чикаго выглядит чрезвычайно бледно». По словам Томпсона, «время от времени режиссёр придаёт событиям острую и неожиданную вибрацию, но в целом банальная вялость действия и пустой диалог постоянно отдают дешёвым попкорном». По мнению Variety, «режиссёр порой излишнее увлекается созданием атмосферы и нюансами там, где прямой экшн о „копах и грабителях“ был бы более уместен». Позднее критики обратили внимание на жанровое своеобразие картины, в которой мелодрама и триллер сочетаются с элементами фэнтези и полудокументального стиля. Журнал TimeOut, в частности, написал, что «это редкий, можно сказать, единственный пример столь экстравагантного нуара». Начавшись как простой триллер, «затем фильм клонится в сторону фэнтези с появлением Чилла Уиллса в качестве Духа города, материализовавшегося на одну ночь в облике призрачного партнёра Янга по патрульной машине, который обозревает с буддистским пониманием всё происходящее вокруг». И если отбросить персонажей Янга и Уиллса, то «останется удовлетворительный триллер, изобретательно снятый в зимнем Чикаго». Деннис Шварц назвал картину «причудливым фильмом нуар, возможно, единственным в своём роде». «Изюминку фильма» Шварц видит во «введении призрачного партнёра Джонни по патрульной машине, представленного как сентиментальный „Голос Чикаго“, сержант Джо (Чилл Уиллс), который деликатно пытается вернуть Джонни на путь истинный». Отметив «изобретательность картины», Шварц тем не менее полагает, что «эта полицейская драма не может скрыть того, что это средний триллер с поверхностным сюжетом».
Героем картины «Пол-акра ада» (1954) является исправившийся бывший гангстер (Уэнделл Кори), которого преследуют его бывшие сообщники, надеясь получить долю в его имуществе, а также полиция, которая обвиняет его в убийстве. Он вынужден бежать в Гонолулу, где его неожиданно начинает разыскивать бывшая жена (Эвелин Кейс), которая в течение многих лет не могла поверить в то, что он погиб во время Второй мировой войны. Как отметил историк кино Хэл Эриксон, фильм «не был принят после первого выхода в прокат, однако сегодня считается одним из тех фильмов студии Republic середины 1950-х годов, которые выдержали испытание временем». Гленн Эриксон оценивает картину, как «достаточно дорогой для студии Republic Pictures, увлекательный и довольно оригинальный нуаровый триллер, который очень близко подходит к тому, чтобы стать выдающимся фильмом нуар», далее отмечая, что «в плане оригинальности эту картину трудно превзойти». В частности, нуаровое действие «с вполне ожидаемыми двойными и тройными обманами необычно видеть на залитых солнцем улицах или тёмной ночью, когда все одевают гавайские рубахи, включая полицейских детективов». Критик полагает, что фильм умело доносит «атмосферу Гонолулу 1950-х годов, показывая зрителю город, который ещё не был переполнен гигантскими отелями». И хотя его «грязная история кажется странным местом для столь великолепной окружающей обстановки, тем не менее, фильм представляет Гонолулу как вертеп разбойников с ночными перестрелками и поножовщиной», чем напоминает «старую классику Дювивье „Пепе ле Моко“ в алжирском Касбахе». По мнению критика, Ауэр, «не будучи особенно самобытным режиссёром», «не может поддержать нарастающее напряжение на протяжении всего фильма», но, тем не менее, «ему удаётся свести дело к очень приличному результату». С другой стороны, по мнению Майкла Кини, хотя «гавайская обстановка довольно привлекательна, тем не менее сюжет запутан, неинтересен и откровенно нелеп» .
После продюсирования и постановки на студии Warner Bros военной мелодрамы «Вечное море» (1955) с участием Стерлинга Хейдена и Алексис Смит, а также драмы о проблемах молодежи «Джонни Трабл» (1957) с участием Стюарта Уитмана, Этель Бэрримор и Сесила Кэллауэя, Ауэр закончил свою кинокарьеру.
После этого Ауэр работал на телевидении продюсером приключенческого сериала «Вертолётчики» (1957—1960, 36 эпизодов) и вестерн-сериала «Маршал США» (1959—1960, 24 эпизода), после чего окончательно завершил карьеру.

## Смерть
Джон Х. Ауэр умер 15 марта 1975 года в Северном Голливуде, Калифорния, США.

## Фильмография
| Год       | Название                                      | Оригинальное название                  | Фильм / телесериал                    | В каком качестве участвовал                   |
| --------- | --------------------------------------------- | -------------------------------------- | ------------------------------------- | --------------------------------------------- |
| 1931      | Комедиант                                     | El comediante                          | Фильм                                 | Продюсер                                      |
| 1932      | Жизнь за жизнь                                | Una vida por otra                      | Фильм                                 | Режиссёр, сценарист                           |
| 1933      | Его последняя песня                           | Su última canción                      | Фильм                                 | Режиссёр                                      |
| 1935      | Преступление доктора Креспи                   | The Crime of Doctor Crespi             | Фильм                                 | Режиссёр, продюсер, сценарист                 |
| 1935      | Любительский воздушный театр майора Боуза     | Major Bowes Amateur Theater of the Air | Короткометражный документальный фильм | Режиссёр, продюсер                            |
| 1935      | Любительский воздушный парад № 1 майора Боуза | Major Bowes Amateur Parade No. 1       | Короткометражный фильм                | Режиссёр, продюсер                            |
| 1936      | Фрэнки и Джонни                               | Frankie and Johnnie                    | Фильм                                 | Режиссёр (в титрах не указан)                 |
| 1936      | Человек, которого предали                     | A Man Betrayed                         | Фильм                                 | Режиссёр                                      |
| 1937      | Циркачка                                      | Circus Girl                            | Фильм                                 | ! Режиссёр                                    |
| 1937      | Ритм в облаках                                | Rhythm in the Clouds                   | Фильм                                 | Режиссёр                                      |
| 1937      | Под странными флагами                         | Under Strange Flags                    | Фильм                                 | Сценарист                                     |
| 1938      | Отчаянное приключение                         | A Desperate Adventure                  | Фильм                                 | Режиссёр, ассоциированный продюсер            |
| 1938      | Я обвиняемый                                  | I Stand Accused                        | Фильм                                 | Режиссёр, продюсер                            |
| 1938      | Невидимый враг                                | Invisible Enemy                        | Фильм                                 | Режиссёр                                      |
| 1938      | Уличные сироты                                | Orphans of the Street                  | Фильм                                 | Режиссёр                                      |
| 1938      | За пределами рая                              | Outside of Paradise                    | Фильм                                 | Режиссёр                                      |
| 1939      | Вызываются все морские пехотинцы              | Calling All Marines                    | Фильм                                 | Режиссёр                                      |
| 1939      | Поддельный паспорт                            | Forged Passport                        | Фильм                                 | Режиссёр, ассоциированный продюсер            |
| 1939      | С.О.С. Приливная волна                        | S.O.S. Tidal Wave                      | Фильм                                 | Режиссёр                                      |
| 1939      | Контрабандный груз                            | Smuggled Cargo                         | Фильм                                 | Режиссёр, ассоциированный продюсер            |
| 1939      | Не убий                                       | Thou Shalt Not Kill                    | Фильм                                 | Режиссёр                                      |
| 1940      | Хит парад 1941-го года                        | Hit Parade of 1941                     | Фильм                                 | Режиссёр                                      |
| 1940      | Женщины на войне                              | Women in War                           | Фильм                                 | Режиссёр                                      |
| 1941      | Дьявол расплачивается                         | The Devil Pays Off                     | Фильм                                 | Режиссёр                                      |
| 1941      | Человек, которого предали                     | A Man Betrayed                         | Фильм                                 | Режиссёр                                      |
| 1942      | Джонни-пехотинец                              | Johnny Doughboy                        | Фильм                                 | Режиссёр, ассоциированный продюсер            |
| 1942      | Маскарад при лунном свете                     | Moonlight Masquerade                   | Фильм                                 | Режиссёр, ассоциированный продюсер, сценарист |
| 1942      | Извините за полоски                           | Pardon My Stripes                      | Фильм                                 | Режиссёр                                      |
| 1943      | Мостик в завтрашний день                      | Gangway for Tomorrow                   | Фильм                                 | Режиссёр, ассоциированный продюсер            |
| 1943      | Таити, дорогая                                | Tahiti Honey                           | Фильм                                 | Режиссёр, ассоциированный продюсер            |
| 1944      | Музыка на Манхэттене                          | Music in Manhattan                     | Фильм                                 | Режиссёр, продюсер                            |
| 1944      | Семь дней на берегу                           | Seven Days Ashore                      | Фильм                                 | Режиссёр, продюсер                            |
| 1944      | Девичья лихорадка                             | Girl Rush                              | Фильм                                 | Продюсер (в титрах не указан)                 |
| 1945      | Пан-Американа                                 | Pan-Americana                          | Фильм                                 | Режиссёр, ассоциированный продюсер, сценарист |
| 1947      | Очень круто                                   | Beat the Band                          | Фильм                                 | Режиссёр                                      |
| 1947      | Пламя                                         | The Flame                              | Фильм                                 | Режиссёр, ассоциированный продюсер            |
| 1948      | Ангел на Амазонке                             | Angel on the Amazon                    | Фильм                                 | Режиссёр, ассоциированный продюсер            |
| 1948      | Я, Джейн Доу                                  | I, Jane Doe                            | Фильм                                 | Режиссёр, ассоциированный продюсер            |
| 1950      | Хит-парад 1951 года                           | Hit Parade of 1951                     | Фильм                                 | Режиссёр, ассоциированный продюсер            |
| 1950      | Мстители                                      | The Avengers                           | Фильм                                 | Режиссёр, ассоциированный продюсер            |
| 1951      | Далёкая синяя высь                            | The Wild Blue Yonder                   | Фильм                                 | Ассоциированный продюсер                      |
| 1952      | Буревестники                                  | Thunderbirds                           | Фильм                                 | Режиссёр, ассоциированный продюсер            |
| 1953      | Город, который никогда не спит                | City That Never Sleeps                 | Фильм                                 | Режиссёр, ассоциированный продюсер            |
| 1954      | Пол-акра ада                                  | Hell’s Half Acre                       | Фильм                                 | Режиссёр, ассоциированный продюсер            |
| 1955      | Вечное море                                   | The Eternal Sea                        | Фильм                                 | Режиссёр, ассоциированный продюсер            |
| 1957      | Джонни Трабл                                  | Johnny Trouble                         | Фильм                                 | Режиссёр, продюсер                            |
| 1957      | Шериф Кошиза                                  | The Sheriff of Cochise                 | Телесериал (1 эпизод)                 | Продюсер                                      |
| 1957—1960 | Вертолётчики                                  | Whirlybirds                            | Телесериал                            | Продюсер (36 эпизодов), режиссёр (1 эпизод)   |
| 1959      | Театр Дезилу «Вестингхаус»                    | Westinghouse Desilu Playhouse          | Телесериал (1 эпизод)                 | Продюсер                                      |
| 1959—1960 | Маршал США                                    | U.S. Marshal                           | Телесериал                            | Продюсер (24 эпизода), режиссёр (1 эпизод)    |